# Burlington Arcade

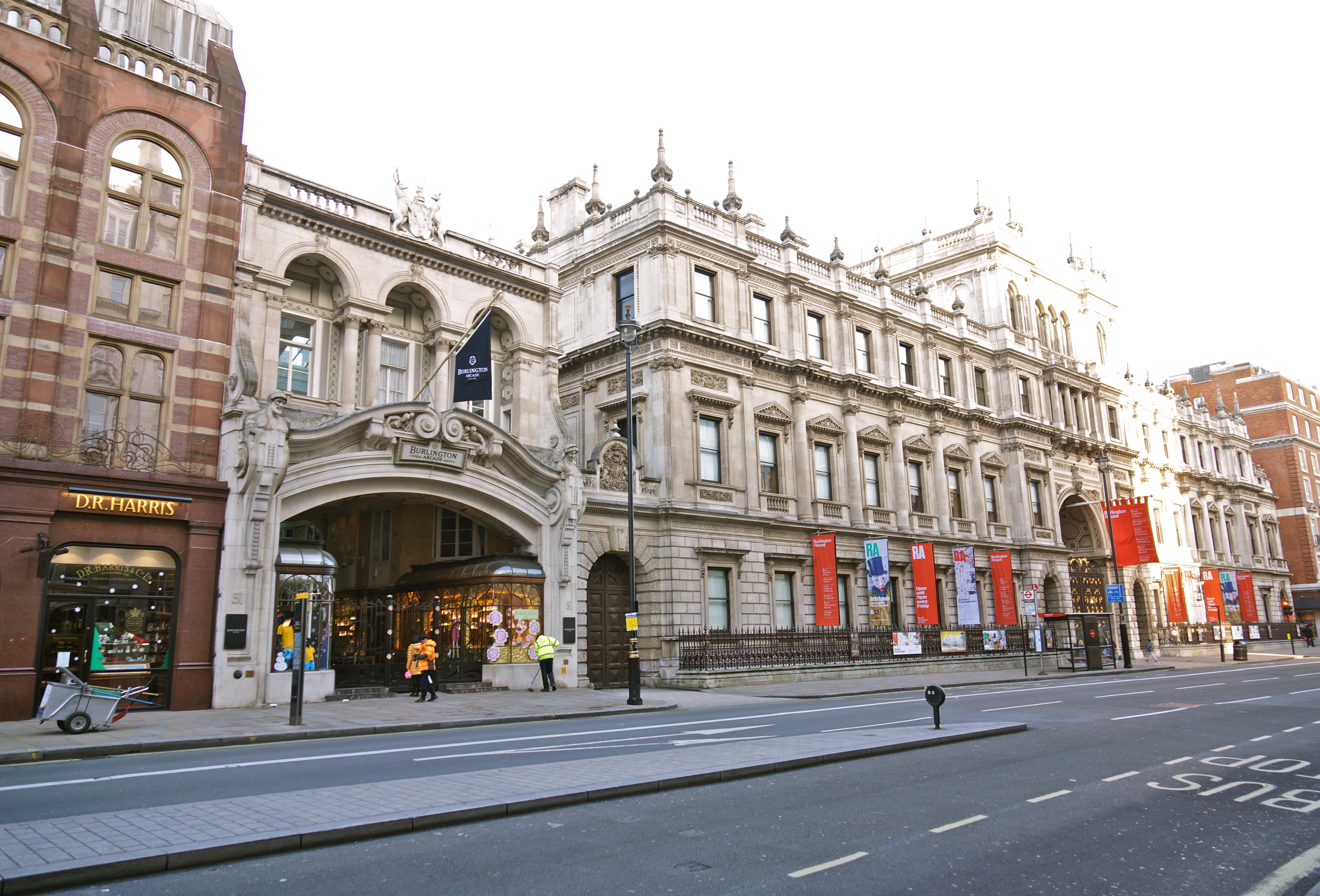
De ingang van de Burlington Arcade aan Piccadilly met rechts het Burlington House.

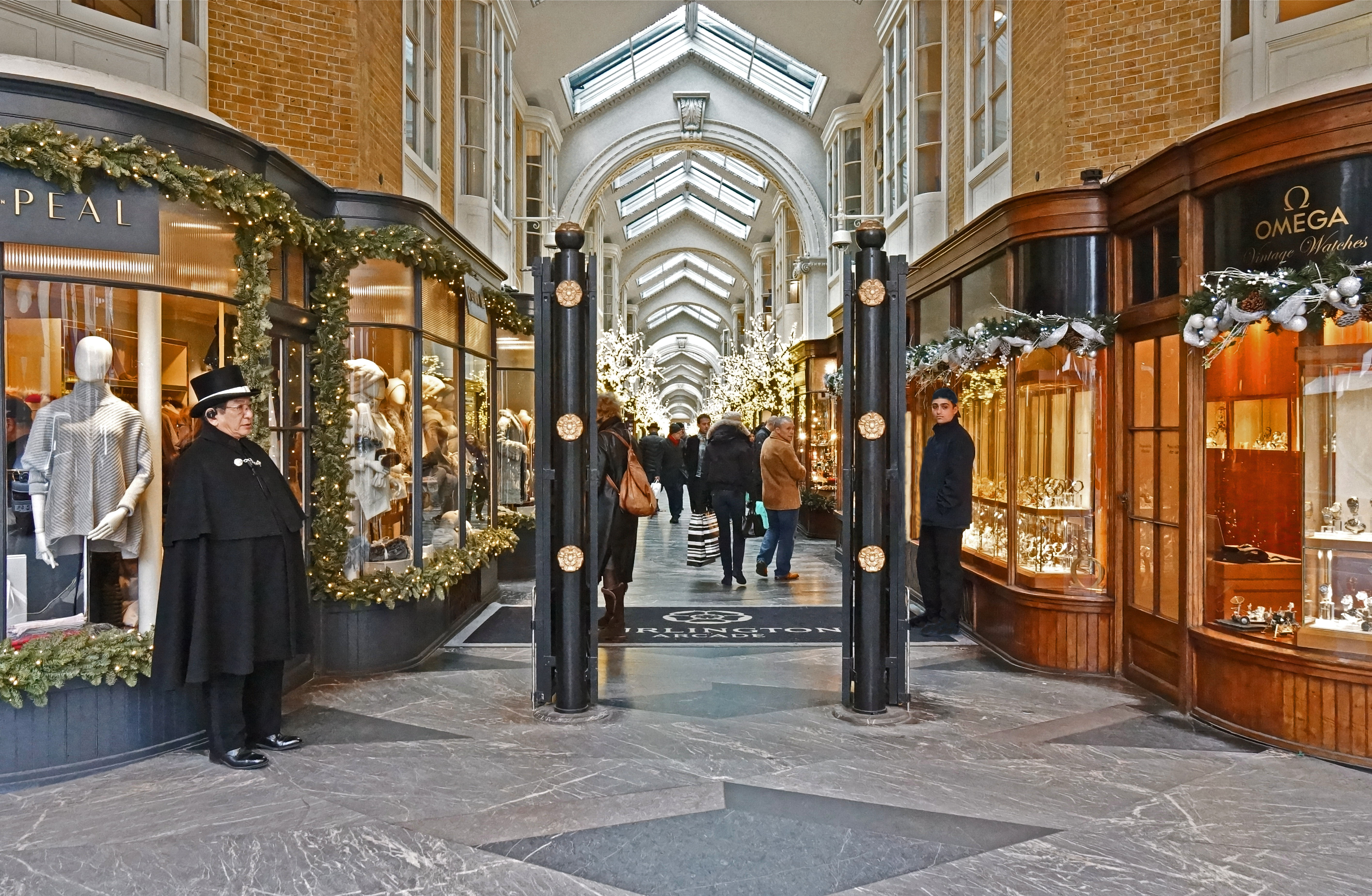
De ingang aan Burlington Gardens. Links is een beadle te zien.

De Burlington Arcade is een winkelpassage in de Londense wijk Mayfair. Deze werd reeds geopend in 1819 en was daarmee een voorbeeld voor latere en soms grotere winkelpassages in Europa. Het was overigens niet de eerste passage in haar soort maar deze was wel zeer imposant. Deze passage werd gebouwd in een strook land naast het Burlington House in opdracht van haar eigenaar George Cavendish. Mogelijk deed hij dit zodat zijn vrouw comfortabel kon winkelen. De passage werd ontworpen door Samuel Ware.
De passage loopt van Piccadilly naar Burlington Gardens, is 179 meter lang en hier zijn 72 standaard winkelpanden te vinden. Omdat veel van deze panden gecombineerd zijn tot meerdere winkels zijn er in totaal 40 winkels te vinden. In de passage lopen zogenaamde beadles rond. Dit zijn assistenten die in een traditioneel uniform de winkeliers begeleiden en eventueel de orde bewaren.
In 1836 werd de passage bijna volledig verwoest door brand. In 1871 en 1936 vonden er plunderingen plaats. Tijdens de Tweede Wereldoorlog werd de passage beschadigd tijdens een bombardement. In 1964 vond een overval plaats waarbij voor 35.000 pond aan juwelen werd gestolen. Sindsdien staan er paaltjes bij beide ingangen.